# としまみどりの防災公園
としまみどりの防災公園（としまみどりのぼうさいこうえん）は、東京都豊島区東池袋四丁目にある、豊島区立の公園。区内最大面積の公園である。愛称はIKE・SUNPARK（イケ・サンパーク）。

## 歴史
旧造幣局東京支局の周辺は木造住宅の密集地であり、豊島区町会連合会では1984年より跡地を防災公園として活用することを要望していた。2013年に造幣局の移転が決定。2015年に、豊島区はこれまでにも区内の防災公園整備の実績のある都市再生機構（UR）と基本協定書を締結。跡地3.2ヘクタールのうち1.7ヘクタールにはとしまみどりの防災公園（愛称：IKE・SUNPARK）、残りの土地の2/3は東京国際大学のキャンパスに活用し、1/3は暫定施設としてとしまキッズパークが整備される。防災公園建設の資金調達には、P-PFI方式が活用された。2019年5月より防災公園の工事が始まり、2020年7月11日に部分開園。同年12月12日に全面オープンした。としまキッズパークは2020年9月26日に開園し、同日より、池袋駅周辺を巡回する電気バス「IKEBUS」が本園とキッズパークとの間のプロムナードに乗り入れを開始して、「IKE・SUNPARK」停留所が開設された。但しIKEBUSの園内乗り入れ及びIKE・SUNPARK停留所は2024年1月31日限りで廃止され、代替の最寄り停留所として2月1日よりサンシャインシティ東側にIKE・SUNPARK入口停留所が新設される。
2021年度都市住宅学会・業績賞、2020年度全建賞＜都市部門＞を受賞。

## 園内
外周に沿って防火樹林のシラカシが植えられ、東京国際大学・キッズパークとの間はイチョウ並木の約170mのプロムナード。IKEBUSおよび緊急車両以外の車両の通行はできず、IKEBUS通行時には警備員が誘導する。中央部は面積約6,600m2の芝生の「原っぱ広場」で、南側にカフェ、プロムナード側には4軒のキャビン型店舗からなる「KOTO-PORT」がある。KOTO-PORTは、最大7店舗まで増設する計画がある。毎週末には埼玉県の農産物や、豊島区や交流都市の名産品を販売する「ファーマーズマーケット」が開催される。園内には、豊島区由来のソメイヨシノをはじめヒメリンゴ、アジサイ、イロハモミジ、ロウバイなど四季の植物が植えられている。カフェに近い一角にはコミュニティガーデン（市民農園）があり、花や野菜が栽培されている。
災害時には2,500人収容の一時避難場所として機能し、安全が確認されたのちに隣接する豊島区立朋友小学校に避難者を誘導する。原っぱ広場はヘリポートとしての機能も有する。園内には消火用水や生活雑用水に使える井戸、非常用発電機、備蓄倉庫、かまどベンチなどがあり、救援物資が届く段階においては区内各地の拠点に搬送する拠点ともなる。